# Аввакумов Юрій
Ю́рій Авваку́мов (рос. Юрий Аввакумов; нар. 6 серпня 1959, Санкт-Петербург) — священник Української греко-католицької церкви, професор історії богослов'я в католицькому Університеті Нотр-Дам у США, декан Гуманітарного факультету, завідувач кафедри класичних, візантійських і середньовічних студій Українського католицького університету.

## Життєпис
Народився в Росії, у м. Петербурзі. Отримав освіту в Петербурзькому державному університеті (спеціальність «класична філологія», 1981), петербурзькій православній духовній семінарії та академії («кандидат богослов'я», 1990) і на католицькому факультеті Мюнхенського університету («доктор боговлов'я», 2001).
Автор численних книжок і статей у ділянках історії середньовічного богослов'я та історії греко-католицької церкви в Україні та Росії. Упорядник і головний редактор збірника «Митрополит Андрей Шептицький і греко-католики в Росії» (Львів, 2004).
Священничі свячення отримав із рук Владики Юліана Вороновського 1992 року в Преображенській церкві у Львові. У 1995–2007 роках — душпастир російськомовних католиків у архидієцезії Мюнхена і Фрайзінґа в Німеччині.
Від 2007 року — декан гуманітарного факультету Українського католицького університету у Львові.
2008 року Блаженнійший Любомир Гузар призначив о. Юрія Аввакумова членом ради постійних експертів богословського відділу Патріаршої курії Української греко-католицької церкви.